# It Ain’t Me
«It Ain’t Me» (с англ. — «Это не я») — песня норвежского диджея Kygo и американской певицы Селены Гомес. Трек был выпущен 16 февраля 2017 года под лейблами Interscope Records, Sony Music и Ultra Records в качестве ведущего сингла из дебютного мини-альбома Kygo Stargazing (2017) и в качестве международного бонус-трека на третьем студийном альбоме Гомес Rare (2020). Песня была написана Kygo, Селеной Гомес, Брайаном Ли, Али Тампози и Эндрю Уоттом, а продюсерами выступили Kygo, Уотт и Луис Белл. Трек написан в жанрах: EDM, дэнс-поп, электропоп и тропикал-хаус, а также включает партию акустической гитары и аранжировку в припеве с пульсирующими нотами фортепиано, басом, синтезаторами и мелодиями пан-флейты.
Помимо того, что песня заняла первое место в чартах Хорватии, Ливана и Норвегии, она также достигла пятёрки лучших треков в Австралии, Австрии, Бельгии, Канаде, Чехии, Дании, Финляндии, Франции, Германии, Греции, Венгрии, Ирландии, Малайзии, Нидерландах, Новой Зеландии, Польше, Португалии, Шотландии, Словакии, Швеции и Швейцарии. Композиция также вошла в десятку лучших треков в Италии, Испании, Великобритании и США. В 2021 году на песню был сделан ремикс в жанре Amapiano, которая стала вирусной в TikTok.

## Предыстория
Авторами слов к песне «It Ain’t Me» стали Эндрю Уотт, Брайан Ли и Али Тампози. Поскольку Ватт ранее работал с Kygo, менеджер диджея Майлз Шир связался с Ваттом для встречи с Kygo, которую Уотт также вёл для Брайана Ли и Тампози. Во время записи «It Ain’t Me» они изначально сочли трек очень плохим, но попытались его спасти. Kygo и Шир предложили продолжить работу над песней. После того, как Kygo и Шир вышли из комнаты, Тампози посмотрела на Брайана и Эндрю и сказала: «Это не то, как мы это делаем, давайте, ребята». Кто-нибудь, хватайте гитару, и давайте её поиграем с Fleetowod Mac", что в итоге привело к 45-минутному джем-сейшну, а также к демо песни с Тампози на вокале.
Затем Уотт, Ли и Тампози попросили Kygo вернуться в их студию, чтобы услышать «It Ain’t Me» во второй раз. Тампози вспоминала: «Когда они нажали клавишу пробела, чтобы включить песню, Kygo превратился из очень милого, вежливого, очаровательного молодого человека в сверхчеловека-продюсера, намечая, как он представлял себе создание песни. Он был очень взволнован, и с ним так приятно работать». Затем Ли и Тампози уехали к Kygo и Уотту, чтобы работать над постановкой, где они следовали мелодиям и посланию демо. По словам Тампози, продюсеры воплотили песню в жизнь.
Три автора песен обычно тратили несколько месяцев на то, чтобы представить свои песни разным певцам, но с «It Ain’t Me» Гомес услышала её примерно через месяц и записала через несколько дней. Тампози была вызвана на вокальные сессии с Гомес, где они поделились схожим эмоциональным видением «It Ain’t Me», основываясь на своём личном опыте. Вспоминая сессии, Тампози сказала, что она была впечатлена участием Гомес и идеями, которые она придумала для песни.

## Композиция
«It Ain’t Me» написана в тональности до мажор и установлена в тактовом размере алла бреве в темпе 100 ударов в минуту, в стилях EDM, дэнс-поп, электропоп и тропикал-хаус. Вокальный диапазон голоса Селены Гомес простирается от низкой ноты G3 до высокой ноты E5, в то время как музыка следует последовательности аккордов — Am-C-F-C-F-C-G. Фортепиано в песне играет в последовательности аккордов: Am-C-G-F-Am-C-G. Песня имеет спокойный тон и характерные для Тропикал-хаус музыки падения, но в равной степени дополняется элементами электроники и поп-рока. Трек начинается с фолк-подобного рифа акустической гитары. Сразу после этого Гомес поёт первый куплет хриплым тоном. По мере развития песни слышен ровный бас и синтезаторы. Постановка тонкая и разнообразная: щелчки пальцами иногда звучат громче, чем барабан, а гитарный рифф и ноты фортепиано чередуются. В припеве Гомес сопровождается бэк-вокалом, относящимся к звучанию хора.
Припев имеет новую мелодическую аранжировку и крещендо. Это следует за аккордовыми сборками и дропами, включающими щелчки пальцев и мелодии пан-флейты. Те же самые синтезаторы из стихов повторяются с фортепиано на заднем плане. В дропе Kygo вводит боковые вокальные партии поющих слогов Гомес в сопровождении ударных инструментов. «It Ain’t Me» — песня о расставании с ностальгической темой. Текст песни о том, как постоять за себя перед лицом токсичных отношений. Гомес рассказывает о сожалении о предыдущих отношениях, разрушенных её бывшим и его привычек к частым выпивкам и вечеринкам. В текстах песен говорится об алкоголизме. Али Тампози объяснила, что данная песня о женщине, которая находит в себе силы уйти от токсичных отношений, несмотря на давление, которое она получает от общества, чтобы поддержать своего мужчину. Несмотря на то, что лирика мрачная, песня отчётливо поднимает настроение и имеет воодушевляющий звучание.
Во Вьетнаме песня «LayLaLay», написанная певцом Джеком, была заимствована из «It Ain’t Me».

## Релиз и продвижение
В начале февраля 2017 года «It Ain’t Me» была зарегистрирован в базе данных Американского общества композиторов, авторов и издателей (ASCAP). Гомес впервые представила тизер сингл в виде двух историй в Instagram 3 февраля 2017 года. В первом тизере был показан полупрофиль певицы с чёрным крестиком над её губами, а 10-секундный фрагмент играет со словами: «I had a dream / we were back to 17 / summer nights and The Libertines / never growing up», а второй тизер был фрагментом бита песни. Позже Гомес представила обложку и дату выпуска сингла в Instagram 13 февраля 2017 года, а на следующий день поделилась тремя тизерами песни в Snapchat. «It Ain’t Me» был выпущен для цифровой загрузки Interscope, Sony и Ultra Music 17 февраля 2017 года как первый сингл с грядущего альбома Kygo. Interscope был основным лейблом, так как это лейбл Гомес. Ремикс на песню с участием актёра Вин Дизеля был опубликован на Facebook 18 февраля 2017. «It Ain’t Me» был отправлен на радио в США 28 февраля 2017 года.

## Список композиций
Слова и музыка всех песен — написаны Kygo, Брайаном Ли, Али Тампози, Селеной Гомес и Эндрю Ватт.
| №  | Название      | Длительность |
| -- | ------------- | ------------ |
| 1. | «It Ain't Me» | 3:41         |

| №  | Название                                | Длительность |
| -- | --------------------------------------- | ------------ |
| 1. | «It Ain't Me» (Tiësto's AFTR:HRS Remix) | 3:12         |

## Отзывы критиков
«It Ain’t Me» получил положительные отзывы музыкальных критиков. Мэтт Медвед из Billboard назвал его одним из самых зрело звучащих релизов Гомес и высоко оценил использование Kygo её вокала, добавив, что песня показала «лучшие стороны» обоих соавторов. Точно так же Алексия Эрнандес из Entertainment Weekly считает, что это «возможно, её самая зрелая мелодия на сегодняшний день». Джон Парелес из The New York Times описал эту песню как «праведный поцелуй», высоко оценив её тонкое и разнообразное исполнение. Педро Пинкай из журнала Vibe сказал, что Kygo и Гомес «приготовили что-то особенное». Кэт Бейн из Billboard поставила «It Ain’t Me» на первое место в своем списке десяти лучших песен Kygo, написав, что «мощный и сильный» вокал Гомес поднял «совместную вокальную игру Kygo на совершенно новый уровень», а аранжировка припева привнесла «определённую резкость, новую для каталога Kygo», в заключение, что песня продемонстрировала рост и «возможно, предвещает новую эру звучания Kygo». В отрицательном обзоре Pitchfork описал его как «ещё одно упражнение парней EDM, сводящих вокалисток к анонимности», посчитав, что это хуже, чем последующий сингл Гомеса «Bad Liar».

## Музыкальное видео
Музыкальное видео, снятое Филипом Р. Лопесом, было выпущено 24 апреля 2017 года на официальном канале Kygo Vevo. Видео вращается вокруг пары, которая попала в мотоциклетную аварию, после которой девушка остаётся невредима, а её парень впадает в кому. На видео запечатлено бессознательное состояние парня, а девушка танцует и поёт у его постели в больнице. Сквозь ноты песни парень переживает воспоминания и счастливые моменты, проведённые со своей девушкой, и вновь обретает силы, чтобы проснуться и жить. Музыкальное видео было снято в Хай-Бридж, Нью-Джерси. Ни Kygo, ни Гомес не появляются в видео.

## Коммерческий успех
В США «It Ain’t Me» дебютировал под номером 93 в Billboard Hot 100, продав 19 000 копий и набрав 1,7 миллиона прослушиваний за первый день. После первой полной недели трекинга песня поднялась на 12 место, чему способствовали продажи 67 000 копий, 15,5 миллионов прослушиваний и 19 миллионов зрителей в эфире. «It Ain’t Me» стал самым популярным синглом Kygo в США, превзойдя его сингл 2014 года «Firestone», с пиковой позицией 94 и стал седьмым треком Гомес в топ-10 менее чем за четыре года. По состоянию на май 2017 года песня была продана в 484 экземплярах. Трек достиг 10-го места, что сделало его первым топ-10 Kygo и седьмым топ-10 для Гомес в целом.
В Британском UK Singles Chart «It Ain’t Me» дебютировал под номером 9 с продажами 31 380 копий за первую неделю, что сделало Kygo вторым синглом в топ-10 (после «Firestone») в Великобритании, а Гомес — третьим (после «Naturally» и «Come & Get It»). За вторую неделю сингл поднялся на седьмую позицию, продав 33 466 единиц. В Австралии «It Ain’t Me» дебютировал под номером девять в чарте ARIA Singles Chart, став первым дебютным синглом Kygo и Гомес в топ-10 и самым популярным синглом в стране, а также второй записью Kygo в топ-10 после «Firestone» и третий для Гомес, после «Good for You» и «We Don’t talk anymore».

## Участники записи
Вся информация взята с Genius
- Kygo — автор песен, продюсер
- Селена Гомес — вокал, автор песен
- Эндрю Уотт — продюсер, автор песен, вокальный продюсер, гитара
- Луи Белл — продюсер, вокальный продюсер
- Брайан Ли — автор песен
- Али Тампози — автор песен
- Том Койн — мастеринг-инженер
- Сербан Генеа — инженер по микшированию
- Бен Райс — вокальный продюсер

## Чарты
| Чарт (2017)                                         | Высшая позиция |
| --------------------------------------------------- | -------------- |
| Австралия (ARIA)                                    | 4              |
| Австрия (Ö3 Austria Top 40)                         | 2              |
| Бельгия (Ultratop 50 Flanders)                      | 4              |
| Бельгия (Ultratop 50 Wallonia)                      | 2              |
| Болгария (PROPHON)                                  | 10             |
| Канада (Canadian Hot 100)                           | 2              |
| Канада CHR/Top 40 (Billboard)                       | 1              |
| Канада Hot AC (Billboard)                           | 6              |
| СНГ (TopHit)                                        | 22             |
| Хорватия (HRT)                                      | 1              |
| Чехия (Rádio — Top 100)                             | 2              |
| Чехия (Singles Digitál Top 100)                     | 3              |
| Дания (Tracklisten)                                 | 2              |
| Эквадор (National-Report)                           | 7              |
| Euro Digital Song Sales (Billboard)                 | 5              |
| Финляндия (Suomen virallinen lista)                 | 3              |
| Франция (SNEP)                                      | 6              |
| Германия (Official German Charts)                   | 2              |
| Германия Dance (Official German Charts)             | 1              |
| Греция Digital Songs (Billboard)                    | 4              |
| Венгрия (Dance Top 40)                              | 35             |
| Венгрия (Rádiós Top 40)                             | 2              |
| Венгрия (Single Top 40)                             | 5              |
| Венгрия (Stream Top 40)                             | 2              |
| Ирландия (IRMA)                                     | 2              |
| Израиль (Media Forest TV Airplay)                   | 7              |
| Италия (FIMI)                                       | 8              |
| Япония (Japan Hot 100)                              | 56             |
| Ливан (OLT20)                                       | 1              |
| Люксембург Luxembourg Digital Song Sales(Billboard) | 4              |
| Малайзия (RIM)                                      | 3              |
| Мексика Mexico Airplay (Billboard)                  | 6              |
| Мексика Streaming (AMPROFON)                        | 10             |
| Нидерланды (Dutch Top 40)                           | 2              |
| Нидерланды (Mega Top 50)                            | 3              |
| Нидерланды (Single Top 100)                         | 3              |
| Новая Зеландия (Recorded Music NZ)                  | 3              |
| Норвегия (VG-lista)                                 | 1              |
| Филиппины (Philippine Hot 100)                      | 27             |
| Польша (Polish Airplay Top 100)                     | 5              |
| Португалия (AFP)                                    | 4              |
| Россия Airplay (TopHit)                             | 24             |
| Шотландия Singles and Albums Charts (OCC)           | 3              |
| Словакия (Rádio Top 100)                            | 9              |
| Словакия (Singles Digitál Top 100)                  | 2              |
| Словения (SloTop50)                                 | 13             |
| Испания (PROMUSICAE)                                | 8              |
| Швеция (Sverigetopplistan)                          | 2              |
| Швейцария (Schweizer Hitparade)                     | 3              |
| Великобритания UK Singles (OCC)                     | 7              |
| Великобритания UK Dance (OCC)                       | 2              |
| Украина Airplay (TopHit)                            | 36             |
| США Billboard Hot 100                               | 10             |
| США Adult Contemporary (Billboard)                  | 18             |
| США Adult Top 40 (Billboard)                        | 6              |
| США Hot Dance/Electronic Songs(Billboard)           | 2              |
| США Dance Club Songs (Billboard)                    | 7              |
| США Mainstream Top 40 (Billboard)                   | 2              |
| США Rhythmic (Billboard)                            | 17             |

| Чарт (2017)                                | Высшая позиция |
| ------------------------------------------ | -------------- |
| Австралия (ARIA)                           | 20             |
| Австрия (Ö3 Austria Top 40)                | 10             |
| Бельгия (Ultratop Flanders)                | 13             |
| Бельгия (Ultratop Wallonia)                | 4              |
| Боливия (Monitor Latino)                   | 54             |
| Канада (Canadian Hot 100)                  | 8              |
| Колумбия (Monitor Latino)                  | 67             |
| Дания (Tracklisten)                        | 10             |
| Франция (SNEP)                             | 18             |
| Германия (Official German Charts)          | 13             |
| Венгрия (Rádiós Top 40)                    | 10             |
| Венгрия (Single Top 40)                    | 17             |
| Венгрия (Stream Top 40)                    | 6              |
| Исландия (Plötutíðindi)                    | 14             |
| Израиль (Media Forest)                     | 32             |
| Италия (FIMI)                              | 26             |
| Нидерланды (Dutch Top 40)                  | 3              |
| Нидерланды (Single Top 100)                | 6              |
| Новая Зеландия (Recorded Music NZ)         | 20             |
| Норвегия (VG-lista)                        | 3              |
| Панама (Monitor Latino)                    | 80             |
| Парагвай (Monitor Latino)                  | 59             |
| Польша (Polish Airplay Top 100)            | 36             |
| Португалия (AFP)                           | 11             |
| Словения (SloTop50)                        | 19             |
| Испания (PROMUSICAE)                       | 31             |
| Швеция (Sverigetopplistan)                 | 4              |
| Швейцария (Schweizer Hitparade)            | 5              |
| Великобритания UK Singles (OCC)            | 25             |
| США Billboard Hot 100                      | 27             |
| США Adult Contemporary (Billboard)         | 44             |
| США Adult Top 40 (Billboard)               | 17             |
| США Hot Dance/Electronic Songs (Billboard) | 4              |
| США Mainstream Top 40 (Billboard)          | 5              |
| Чарт (2018)                                | Позиция        |
| Венгрия (Rádiós Top 40)                    | 7              |
| США Hot Dance/Electronic Songs (Billboard) | 20             |
| Чарт (2019)                                | Пизиция        |
| Венгрия (Rádiós Top 40)                    | 42             |

### Чарт конца десятилетия
| Чарт (2010—2019)                              | Позиция |
| --------------------------------------------- | ------- |
| Норвегия (VG-lista)                           | 10      |
| США US Hot Dance/Electronic Songs (Billboard) | 25      |

## Сертификации
| Регион | Сертификация  | Продажи    |
| --- | ------------- | ---------- |
| Австралия (ARIA) | 5× Платиновый | 350,000    |
| Австрия (IFPI Austria) | Платиновый    | 30,000     |
| Бельгия (BEA) | 2× Платиновый | 40,000     |
| Канада (Music Canada) | 9× Платиновый | 720,000    |
| Дания (IFPI Danmark) | 2× Платиновый | 180,000    |
| Франция (SNEP) | Бриллиантовый | 233,333    |
| Италия (FIMI) | 3× Платиновый | 150,000    |
| Мексика (AMPROFON) | 3× Платиновый | 180,000    |
| Новая Зеландия (RMNZ) | Платиновый    | 30,000     |
| Норвегия (IFPI Norway) | 7× Платиновый | 420,000    |
| Польша (ZPAV) | 3× Платиновый | 60,000     |
| Португалия (AFP) | Платиновый    | 10,000     |
| Испания (PROMUSICAE) | 2× Платиновый | 80,000     |
| Швейцария (IFPISwitzerland)                                                                                               | 3× Платиновый | 60,000     |
| Великобритания (BPI) | 2× Платиновый | 1,200,000  |
| США (RIAA) | 3× Платиновый | 3,000,000  |
| Стриминг |               |            |
| Швеция (GLF) | 7× Платиновый | 56,000,000 |
| Продажи+стриминг, основанные только на сертификации. Цифры только для потоковой передачи основаны только на сертификации. |               |            |

## История релиза
| Регион         | Дата            | Формат                        | Версия                  | Лейбл          | Ref.            |
| -------------- | --------------- | ----------------------------- | ----------------------- | -------------- | --------------- |
| Италия         | 16 февраля 2017 | Contemporary hit radio        | Оригинал                | - Sony         | [ 128 ]         |
| Мир            | 17 февраля 2017 | Цифровая дистрибуция Стриминг | Оригинал                | - Sony - Ultra | [ 23 ]          |
| США            | 28 февраля 2017 | Mainstream radio              | Оригинал                | - Ultra        | [ 22 ]          |
| США            | 7 марта 2017    | Rhythmic contemporary         | Оригинал                | - Sony - Ultra | [ 129 ]         |
| Великобритания | 17 марта 2017   | Contemporary hit radio        | Оригинал                | - Sony - Ultra | [ 130 ]         |
| США            | 28 марта 2017   | Hot adult contemporary        | Оригинал                | - Sony - Ultra | [ 131 ] [ 132 ] |
| Мир            | 7 апреля 2017   | Цифровая дистрибуция Стриминг | Tiësto's AFTR:HRS Remix | - Sony - Ultra | [ 24 ]          |